# ۲۹۴۰ بیکن
سیارک ۲۹۴۰ (به انگلیسی: 2940 Bacon، نامگذاری:3042P-L) دو هزار و نهصد و چهلمین سیارک کشف شده‌است که در ۲۴ سپتامبر ۱۹۶۰ کشف شد.
قدر مطلق سیارک برابر ۱۴٫۰۰ است.